# Носівка
Носі́вка — місто в Україні, у Ніжинському районі Чернігівської області. Розташоване на річці Носівочці. Залізнична станція. Населення — 13,1 тис. осіб (1 січня 2025). Адміністративний центр Носівської міської громади, у 1923 — 2020 роках було центром Носівського району Чернігівської області.

## Топоніми
Історичні райони Носівки:
- кутки — Буняківка, Вербів (за назвою колишнього села), Вокзал, Гацівка, Голубеньке, Городок, Гринівка (за прізвищем), Енгельса (за назвою колишнього колгоспу), Ємцівка (за прізвищем), Зборня, Кірова (за назвою колишнього колгоспу), Клинок, Кривенківка (за прізвищем), Лісні Хутори, Майдан, Мархаївка (за прізвищем), Млинок, Оселя, Падуниха, Піший майдан, Побідит (за назвою колишнього підприємства), Поворот, Посьолок Зелений, Посьолок Літки, Присідьківка, Рябуха, Семиківка (за прізвищем), Сениківка (за прізвищем), Сільгосптехніка, Спащина (за назвою Спаського храму), Троєщина, Федченківка (за прізвищем), Фрунзе (за назвою колишнього колгоспу);
- Острів — Куликів;
- Болото — Клепала;
- Урочища — Вишнякове, Струга, Осове;
- Могили — Шаулина, Кругла, Розрита;
- Ліси — Ясове, Клепала, Турби, Струга, Орішне, Пийчиха, Березняки, Семениха, Колесниківка, Городище (земляні вали);
- Річки — Носівочка, Струга (пересохла), Остер;
- Греблі — Малинчина, Нечепина, Ляшенкова, Коса, Воронина, Сеникова;
- Поля — Селище, Пушковщина, Пішковщина (Пісковщина), Тишковщина, Чмиховщина, Ушковщина[4]

## Історія
Давньоруське поселення Носів на Руді згадується в «Іпатіївському літописі» у 1147 році. Тоді Носів був у складі Чернігово-Сіверської землі Держави Рюриковичів, а після її розпаду — у складі Чернігівського князівства, яке від 1240-х років було залежне від держави Джучидів.

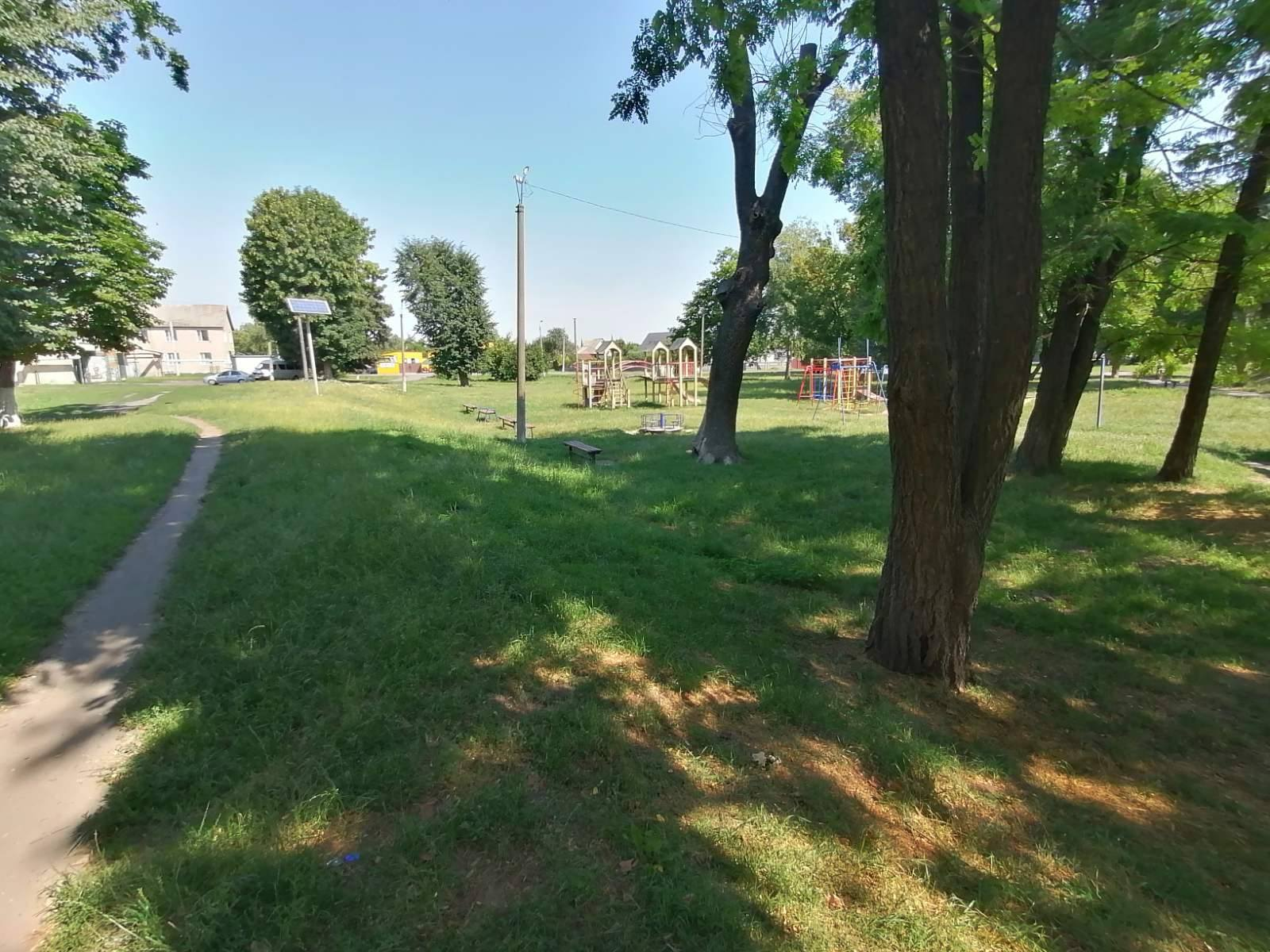
Залишки захисного земляного валу в центрі Носівки

У середині XIV століття захоплена литовськими феодалами та увійшла до Київського князівства, з 1471 року — до Київського воєводства як один з форпостів Великого князівства Литовського. У 15 столітті відоме під назвою Носове. Після Люблінської унії 1569 року в складі Речі Посполитої.
До 1619 року належала до Остерського староства Київського воєводства. З 1630-х років належала безпосередньо магнату Адаму Киселю (київському воєводі часу Хмельниччини), який неодноразово там бував. Польський король подарував А. Киселеві новоутворене Носівське староство за хоробрість у війні проти Московії (Смоленська війна). Мешканці Носівки брали активну участь у селянсько-козацькому повстанні під керівництвом Павла Бута — Павлюка (1637), Якова Остряниці (1638), але також широко залучалися до військових дій проти московитів.
З 1649 року Носівка — центр сотні Ніжинського полку (1649 року разом з Кобижчею, 1654—1663 — окремо), з 1667 — Київського полку. З 1782 року — у складі Ніжинського повіту Чернігівського намісництва, з 1802 — губернії.
У 1652 році Носівка дуже потерпіла від епідемії чуми, яка скосила майже все населення міста.
У 1662 та 1679 роках Носівка була спалена військами Кримського ханства.
У переписній книзі Малоросійського приказу (1666) згадується город Носовка. У книзі поіменно вказано 256 дворів (чоловіків та вдів). Згадано 4 мірошників, що мали млини на Острі, 5 ковалів та 7 швеців. У господарствах загалом було 114 коней та 421 віл..
У 1719 році в селі відбувся виступ Носівських козаків проти утисків проросійськи налаштованої старшини. Козаки виступили проти призначення без їхньої згоди на посаду сотника — ставленика старшини багатого козака Билини. Повсталі козаки знищили Універсал гетьмана, зламали сотникову хоругву. Виступ був жорстоко придушений — 30 козаків у кандалах заслано до Сибіру.
У XVIII столітті частиною земель Носівки володіли князі Кушелеви-Безбородьки. З 1735 року Носівка — містечко.
З 1751 року власницею частини земель Носівки стала Розумовська Наталія Дем'янівна..
У XVII—XVIII століттях в Носівці діяло п'ять козацьких шкіл, богодільні, проте вже 1859 року, внаслідок антиукраїнської політики російської імперії, освітня справа занепала — залишилася тільки одна парафіяльна школа.
У 1861 році через Носівку проходив останній шлях Тараса Шевченка з Петербурга до Канева. З нагоди про це перед спорудою залізничної станції встановлене погруддя поета.
У 1866 році у Носівці налічувалось 1991 дворів, 11 123 жителів, волосне і сільське правління, поштова станція, винокурний, цукровий, два цегельних заводи, училище, відбувалося три ярмарки на рік. Найбільший землевласник — граф Володимир Мусін-Пушкін.
У 1885 році- центр волості Ніжинського повіту Чернігівської губернії. 2433 двори, 12 119 мешканців.
У 1897 році вже налічувалось 3155 дворів, 16 947 жителів. Муровані — Троїцька церква (1765), Миколаївська (1834), Воскресенська (1891), дерев'яні — Успенська (1796, на початок 20 століття збудовано нову) та Преображенська (1877) церкви. Діяли три земські школи, бібліотека, медпункт, лікарня на цукровому заводі.
З 1917 року у складі Української Народної Республіки. Два носівчани, Шавулко та Назаренко, були членами Центральної Ради.
У січні 1918 року місто окуповане більшовицькими військами, що переважно були сформовані в Росії. До березня 1918 року всі поміщицькі, графські землі були розкрадені між бідняками і середняками. Більшовицькі комісари вважали українську мову «контрреволюційною» і ненавиділи її. Російські солдати поводили себе жорстоко.
8 березня 1918 року до станції Носівка прибув бронепоїзд із німецькими солдатами й місто було звільнене від більшовиків. Весною 1918 року в Носівці був створений осередок Спілки хліборобів.
24 січня 1919 року більшовицький Таращанський полк 1-ї української дивізії, рухаючись із захопленого ним 23 січня Ніжина, увійшов до Носівки, тим самим розпочавши другу більшовицьку окупацію. Продовольчі загони разом із комітетами бідноти заготовляли на носівщині продовольство для більшовицьких військ і робітничих центрів Росії. Населення було вкрай незадоволене заходами воєнного комунізму.
29 серпня 1919 року в Носівку прибув бронепоїзд денікінців, а слідом за ним ешелон із солдатами. Окупанти розташувалися на вокзалі й цукровому заводі. Білогвардійці розпочали лютий білий терор і дике цькування української культури. Знищувалися предмети української культури, була спалена місцева бібліотека, Багнетами був пошматований портрет Шевченка. Від білого терору особливо потерпіло місцеве населення Носівки — «по вулицях і шосе валялися трупи розстріляних, замучених, спотворених до крайності». Проти денікінців розгорілася партизанська боротьба.
19 листопада 1919 року до Носівки втретє увійшли радянські окупаційні війська. У грудні 1919 року носівські партизани вливаються до більшовицьких військ. Радянська влада відновила продрозкладку.
З 1921 року постійна комуністична влада.
У 1932—1933 роках багато носівчан померло внаслідок голодомору, який організувала радянська влада. Число жертв голодомору в Носівці невідоме, однак опубліковані свідчення носівчан
| На початку 1930-х років моїх батьків примусили вступити до місцевого колгоспу. Голодомор відбувався на моїх очах. Я пам’ятаю декілька подій із тієї жахливої дійсності. Одного разу сільрадою було дано наряд проїхати по вулицях Горанській і Ковальчуківці, підібрати трупи, викопати могильну яму й похоронити їх. На цю поїздку батько взяв і мене. Перед цим батько викопав у призначеному місці кладовища яму. Ми підібрали одного мерця й повезли на кладовище, але у викопаній ямі уже лежав інший мрець. Напевно, хтось не захотів копати й укинув мерця в готову яму. Ми помітили, що цей „мрець” ледь помітно відганяв мух рукою. Мій батько перехрестився й почав копати для „свого” мерця нову яму. Він відправив мене додому, а сам зайнявся похороном. Я й зараз пам’ятаю це страшне місце на центральному кладовищі. Я і мої сестри зібрали на полях насіння свиріпи, щоб набити олії. Батько зі мною поніс це насіння до олійниці. Коли олія була готова, нас обступили діти: „Дайте нам олії”. Батько влив їм трохи в банку. Вони тут же руками насипали в олію землі, розмішали все це й стали їсти. На моїй вулиці Польовій були й випадки голодної смерті, — це страшне лихо спіткало родини моїх сусідів: Падуна, Філя, Ляшенків та інших, — згадує Іван Буняк, 1923 року народження[11] |
З 1960 року Носівка отримала статус міста. Діють цукровий комбінат, цегельний, хлібний заводи, меблева фабрика, маслоробний цех, ремонтно-тракторна станція (РТС), реорганізовану в 70 роках Райсільхозтехніку, 4 лікарняні заклади.
У 1960—1980-х роках проведена реконструкція адміністративного центру Носівки. Один з організаторів і втілювачів реконструкції — Олександр Іванович Комар — будівничий і господарник.
У 1961 році перед вокзалом  залізничної станції на Привокзальній площі споруджене погруддя Т. Г. Шевченку (скульптор Б. А. Воропай). У 1861 році через Носівку проходив останній шлях Кобзаря з Петербурга до Канева, пам'ятник, зокрема, і встановили на відзначення сотих роковин цієї сумної події
У травні-червні 1991 року в Носівці відбулися голодування вчителів та масові протести, які отримали розголос у всеукраїнських масмедіа та привели до зміни керівників Носівського району.

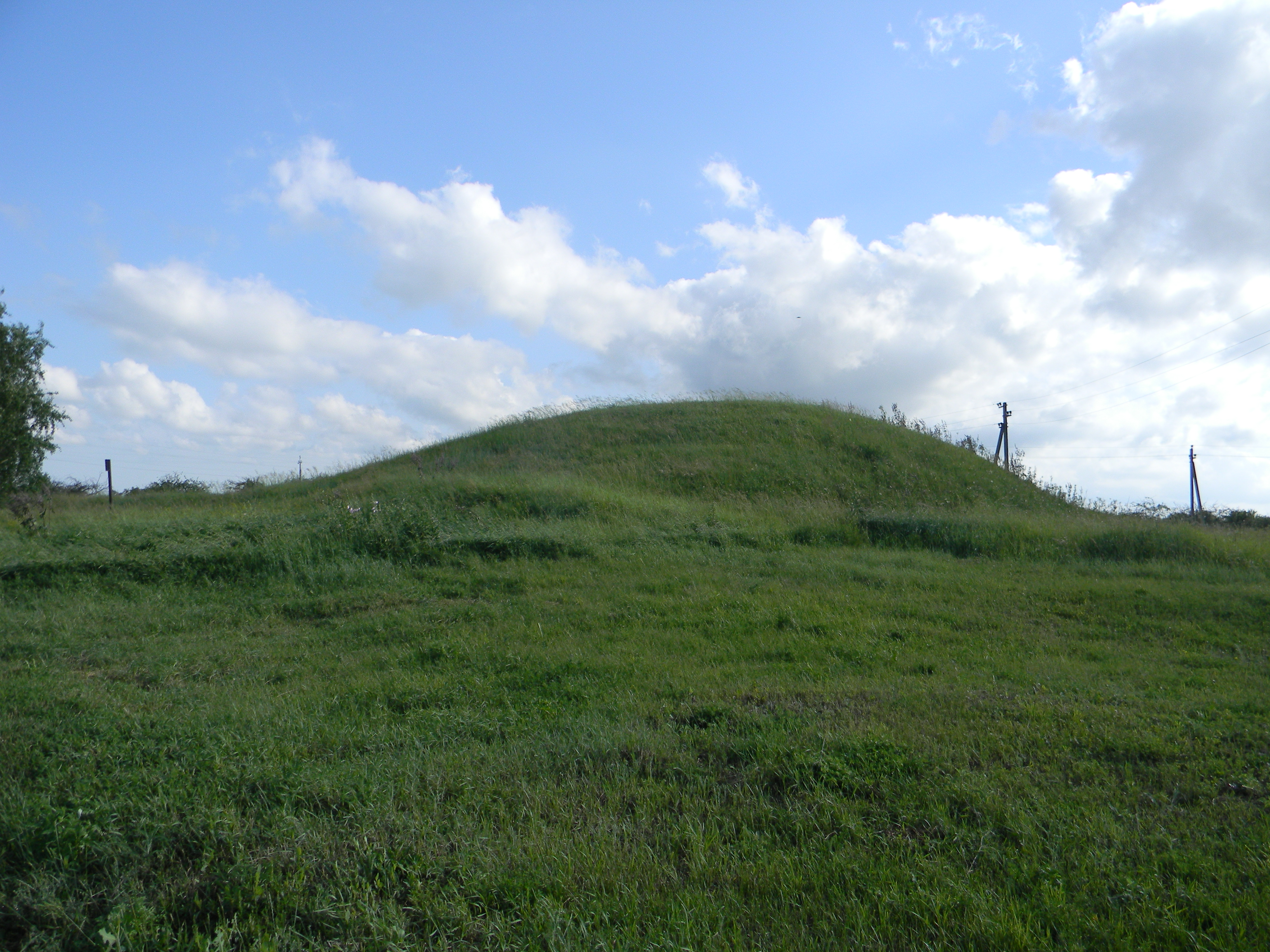
Шаулина могила на Вербові
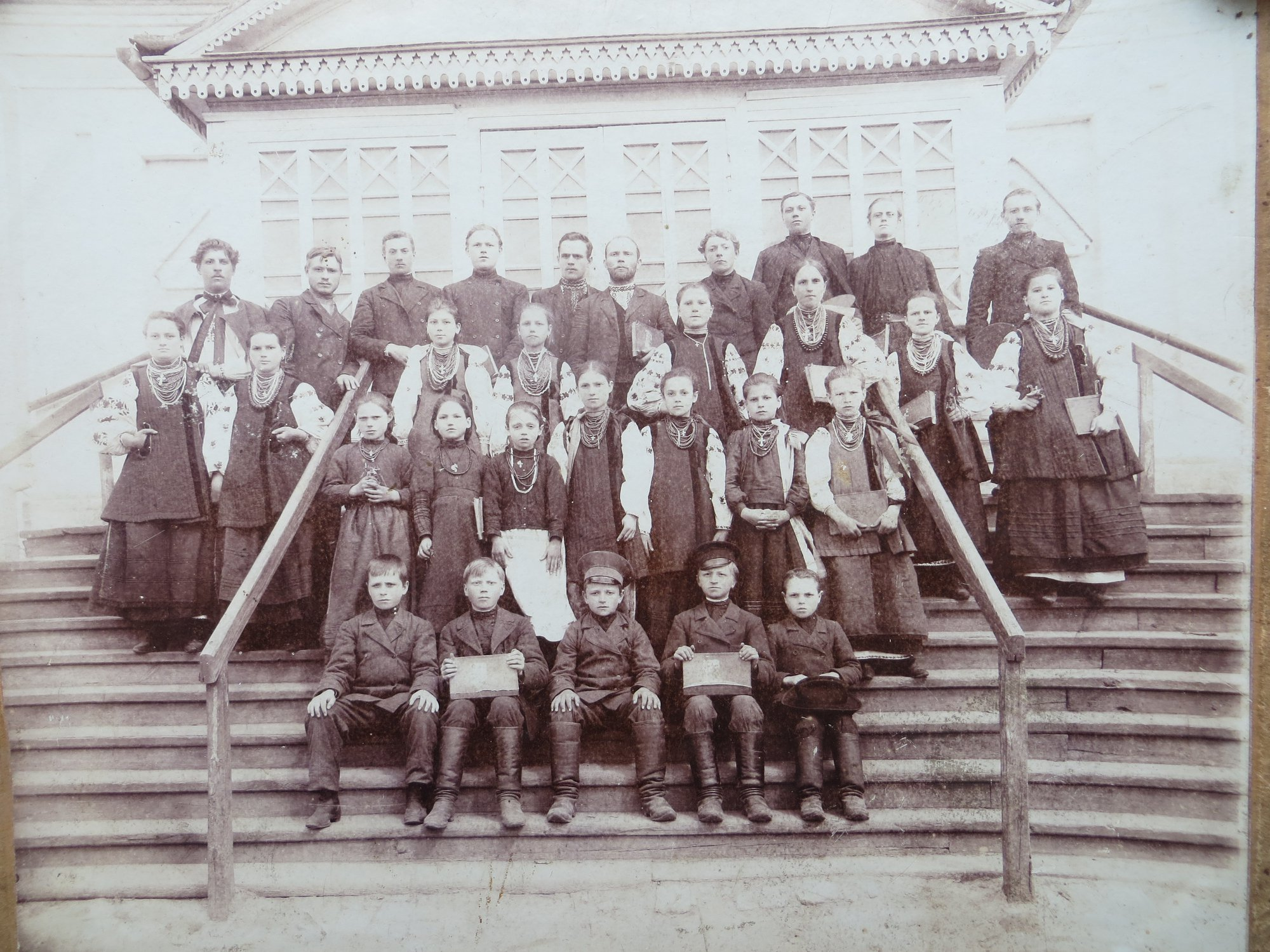
Носівський церковний хор на сходах Успенської церкви (зруйнована в 1938)
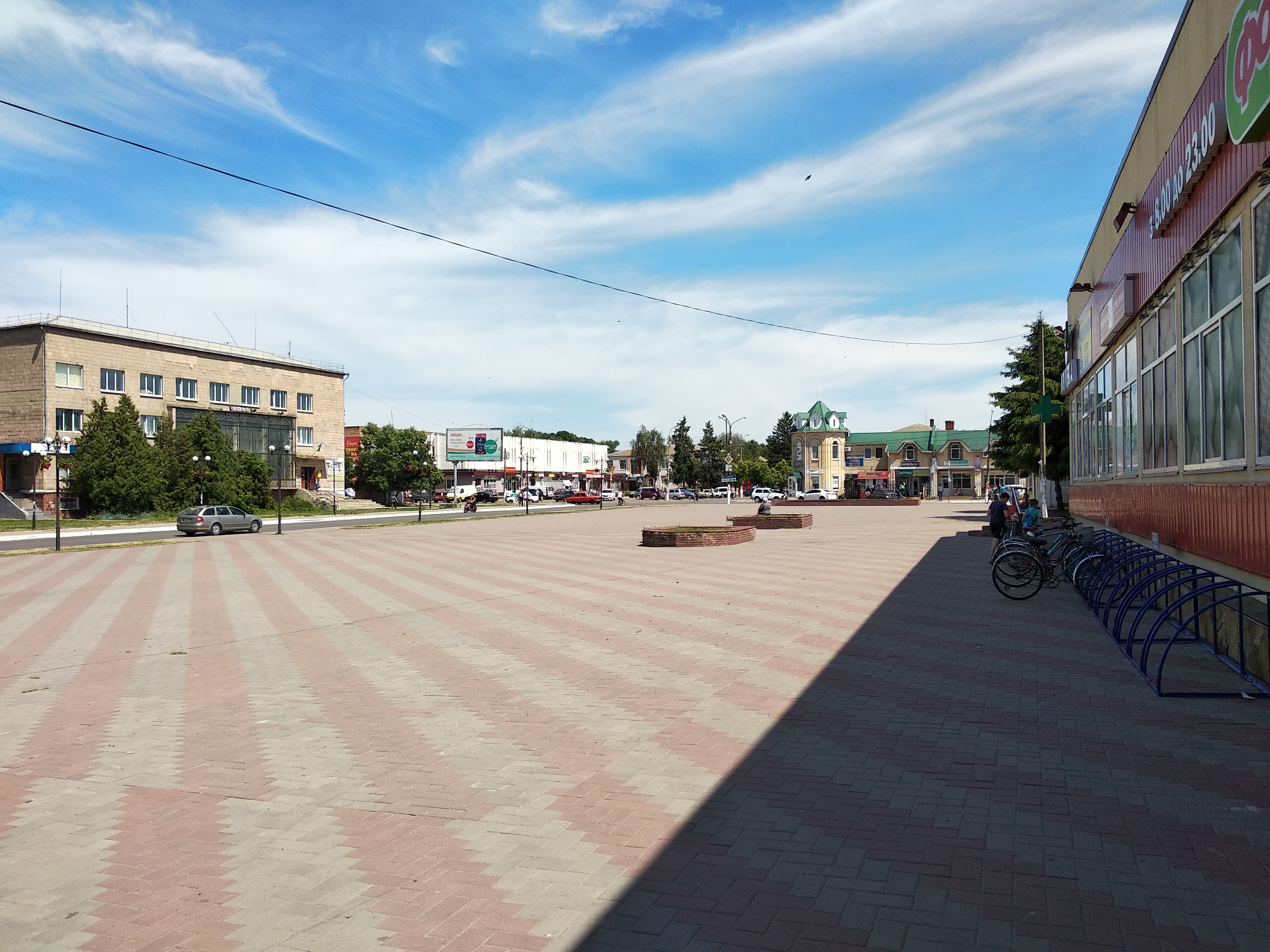
Центральна площа Носівки
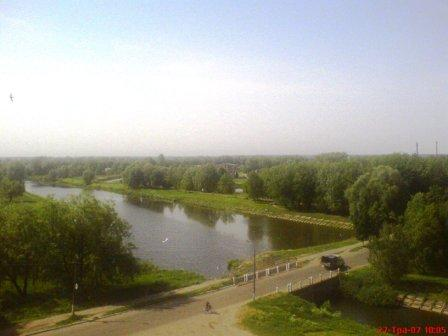
Міст через річку Носівочка
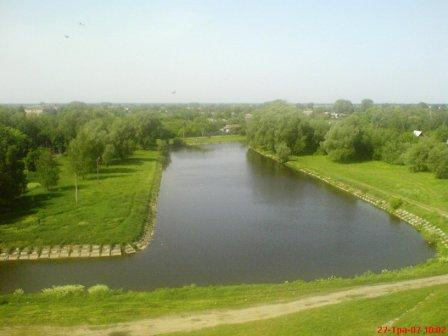
Вигляд з будівлі Носівської міської ради (р. Носівочка)
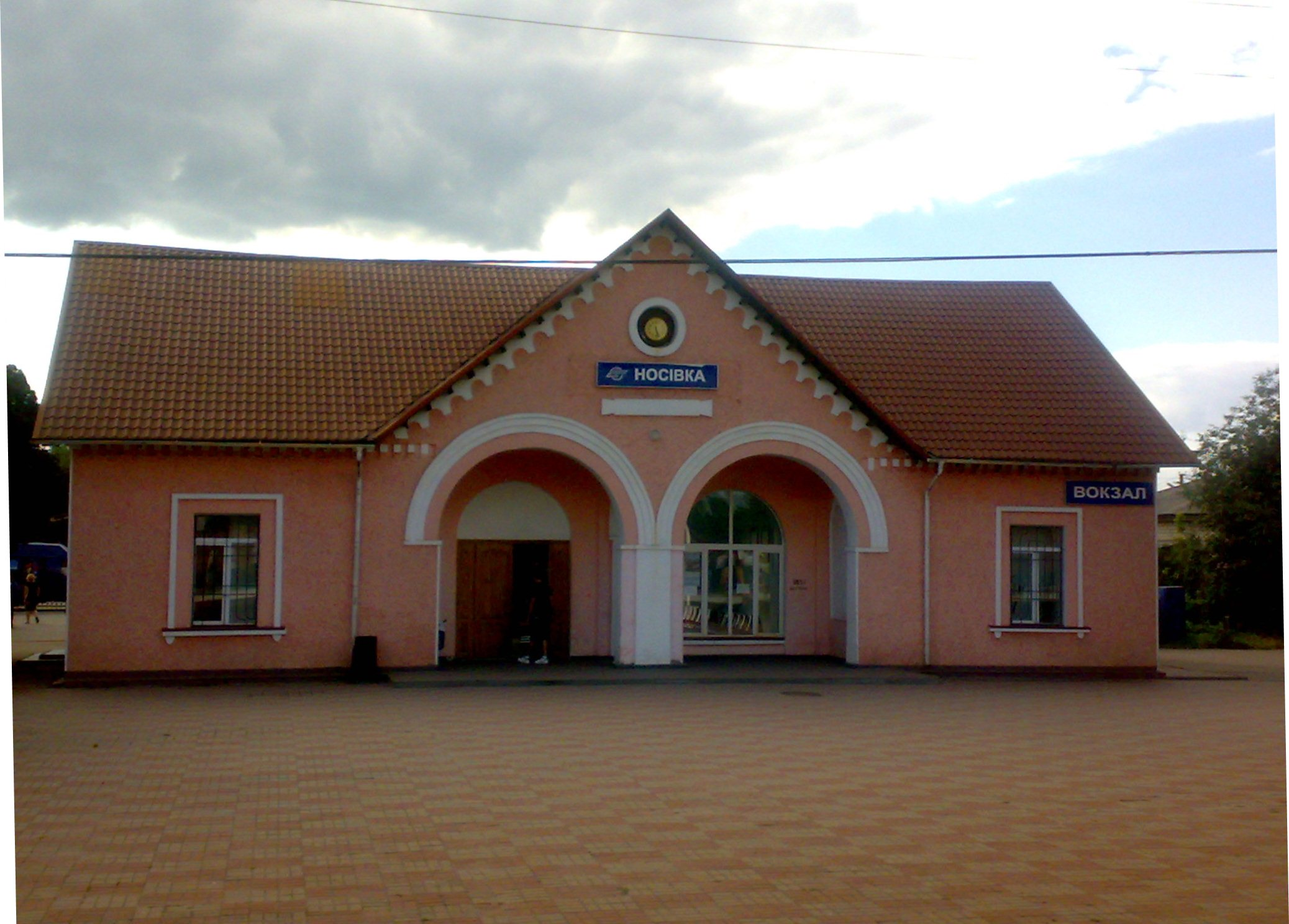
Будівля залізничної станції Носівка

## Населення

### Мова
Рідна мова населення за даними перепису 2001 року:
| Мова       | Чисельність, ос. | Доля     |
| ---------- | ---------------- | -------- |
| Українська | 15 372           | 97,17 %  |
| Російська  | 339              | 2,14 %   |
| Інші       | 108              | 0,69 %   |
| Разом      | 15 819           | 100,00 % |

## Економіка

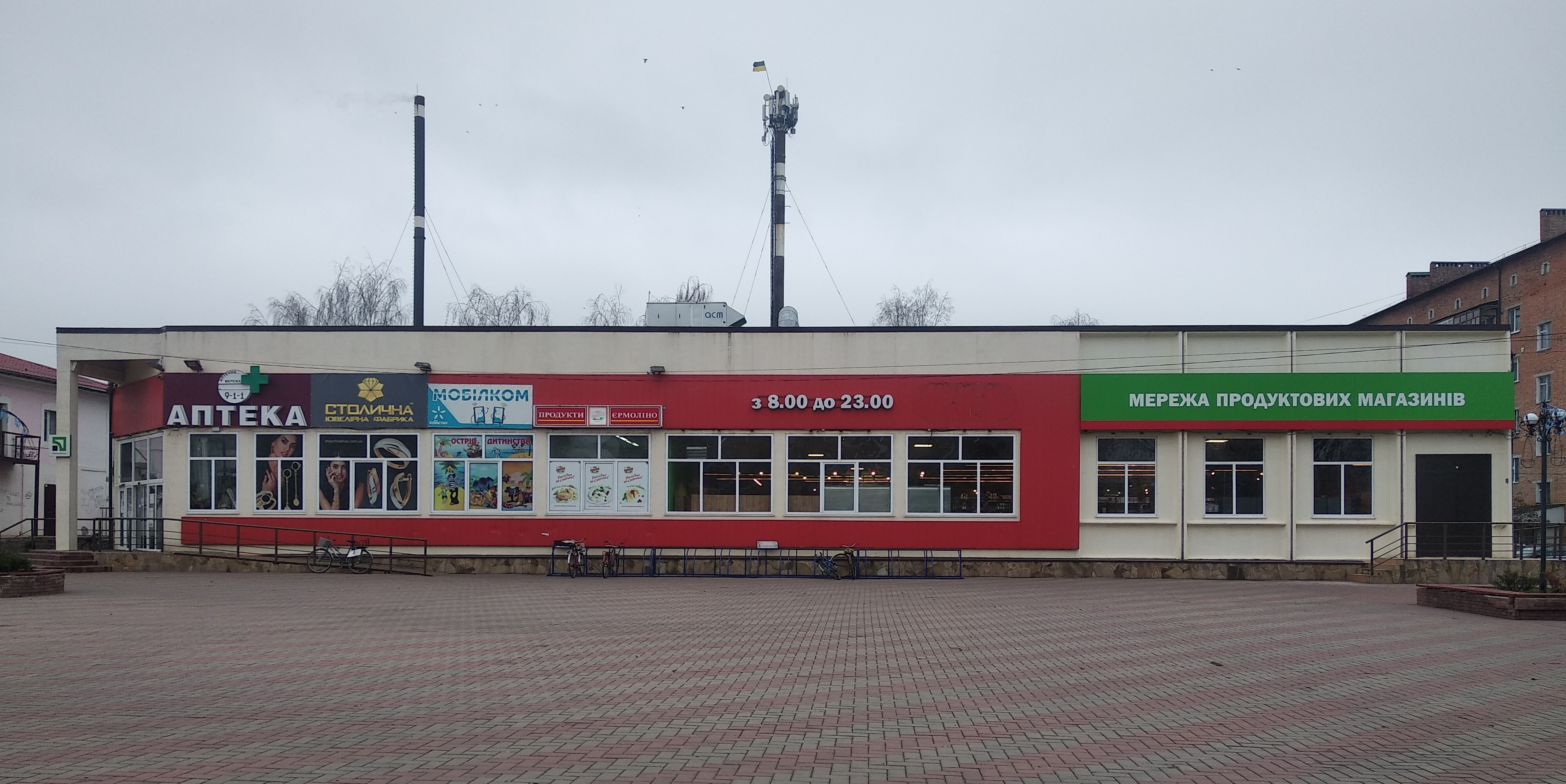
Торговий центр у Носівці, вул. Центральна 39, (листопад 2020)

З 2010 року в Носівці працює кондитерська фабрика «Десна». Працює дві лінії, п'ять змін по вісім осіб. Випікають щомісяця в межах 80 тонн продукції. За 2016 рік вироблено 758,2 тонн печива. В асортименті сім видів вівсяного печива, пряники чотирьох видів — з медом, шоколадних-нових, ніжних та янтарних.

## Освіта

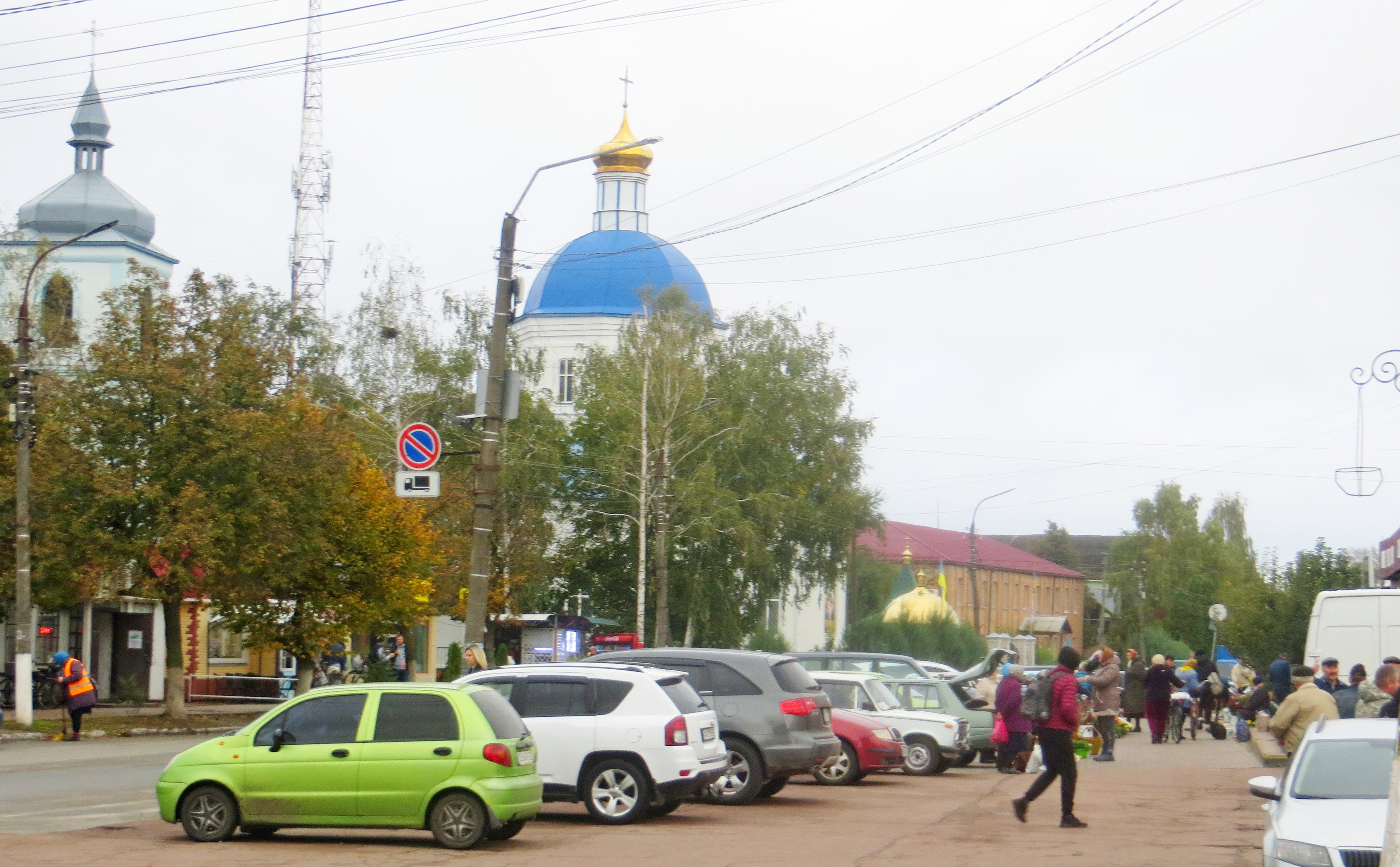
Центр Носівки

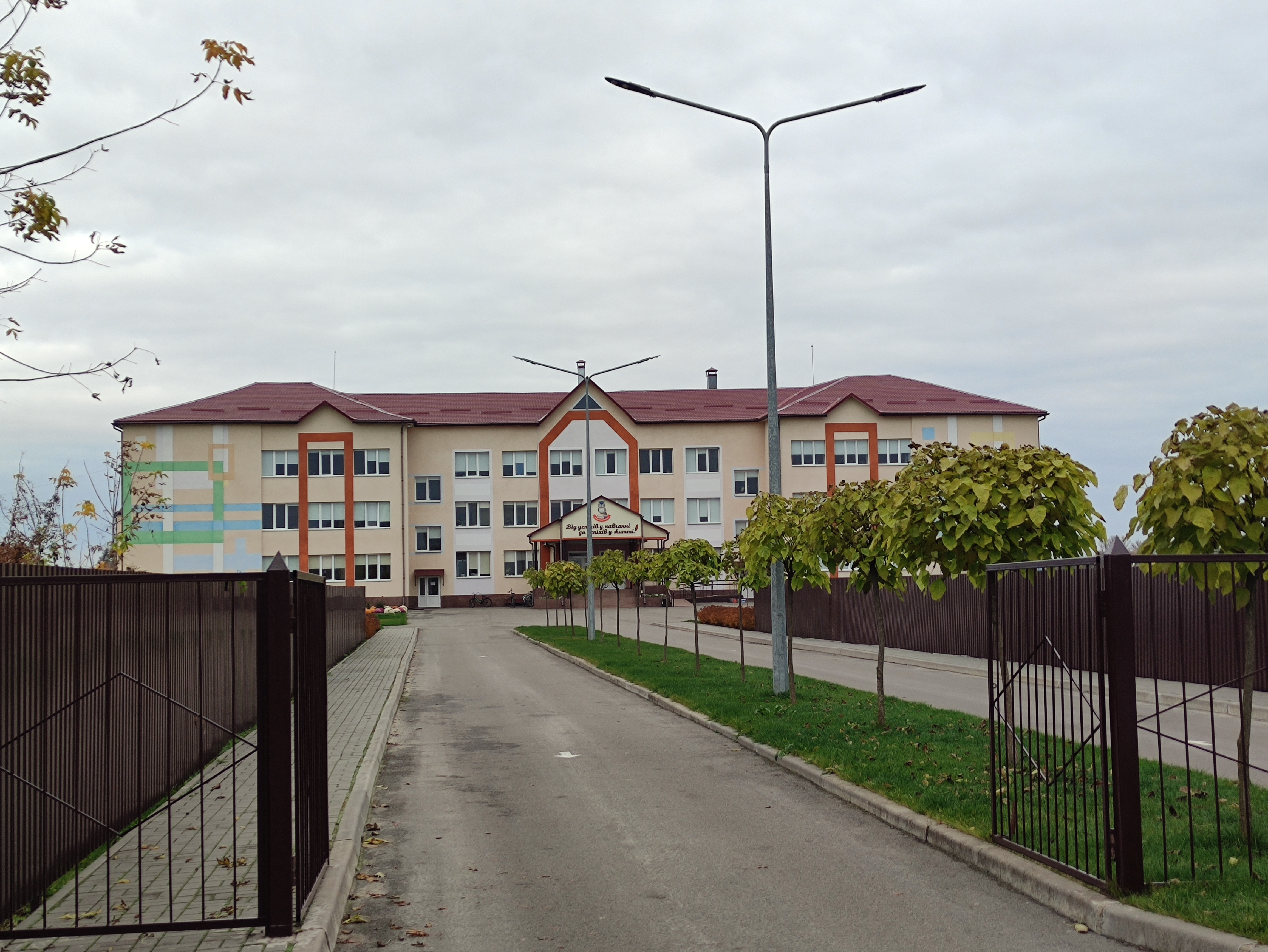
Носівський ліцей № 5

У Носівці є шість загальноосвітніх шкіл (серед яких Носівська початкова школа, Носівський ліцей № 1, Носівська гімназія № 2, Носівська гімназія № 3, Носівський ліцей № 5, музична школа, будинок школяра, спортивна школа.
З 1970 року в Носівці діяла станція юних техніків, яку очолював Василь Кияниця. У 2020 році станція реорганізована у Комунальний заклад «Центр дитячої та юнацької творчості» Носівської міської ради.
Найновішим навчальним закладом у Носівці є відкритий 1 вересня 2020 року Носівський ліцей № 5. Школа має ліцензію на провадження освітньої діяльності у сфері повної загальної середньої освіти — початкової; базової середньої та профільної середньої. Будівля школи має три поверхи, корисну площу близько 5 тис. кв м та розраховане на 520 учнів. Станом на 1 вересня 2020 до школи зарахували 380 учнів. Приміщення школи почали зводити в 1989-му. Довгі роки воно мало статус довгобуду. Активізувати роботи на об'єкті і вивести його на завершальну стадію дозволило включення школи до національної програми «Велике будівництво». На завершальному етапі опорядження фінансову допомогу на суму 1,5 млн грн надав Український Аграрний Холдинг — долучав до роботи своїх дизайнерів для оформлення внутрішніх приміщень та актової зали. Загальна вартість проєкту — понад 57 млн грн (в цінах 2020 року). 22 липня 2020 Уряд розпорядився передати новозбудовану Носівську школу № 5 у комунальну власність Носівської міської ОТГ. 24 липня 2020 на 70 сесії Носівської міської ради прийняли школу на баланс територіальної громади. Як юридична особа школа зареєстрована 31 липня 2020. При відкритті школи сюди перевели увесь педколектив та 320 учнів школи № 4, яка раніше обслуговувала мікрорайон. Відкриття школи зменшило перевантаженість школи № 1 і дало можливість закрити школу № 4. Директор ліцею: Куїч Олена Миколаївна.

## Зв'язок
Послуги доступу інтернет-зв'язку  у Носівці надають:
- за технологією ADSL: Укртелеком
- за технологією FTTB та GPON: Юасіті[25].

## Культура, медіа, релігія

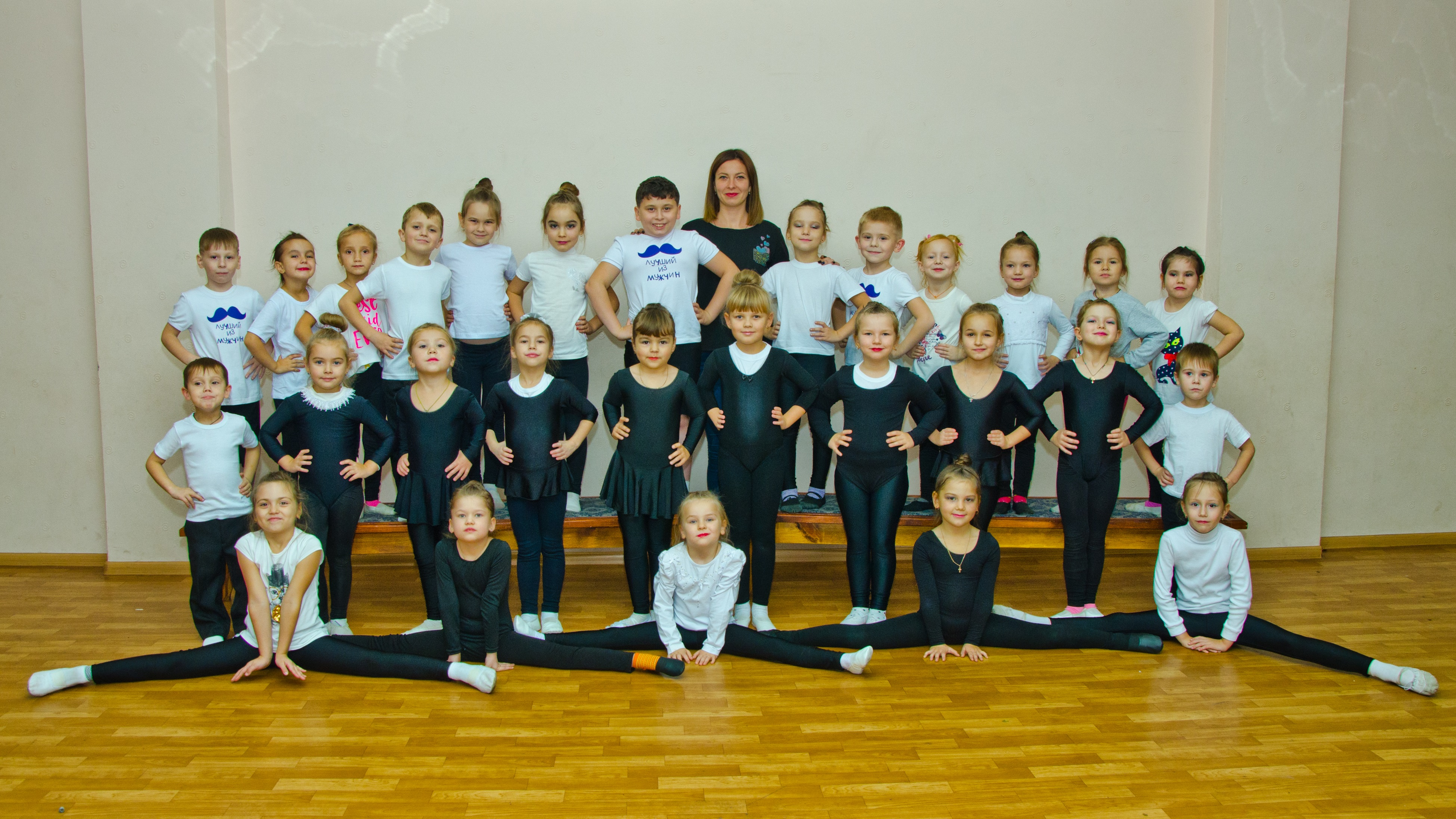
Танцювальний ансамбль «Носівчанка» Носівського міського будинку культури (листопад 2017)

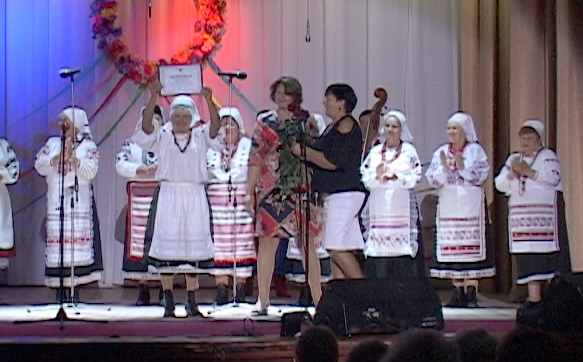
Колектив «Горлиця» Носівського міського будинку культури

- З 1932 року виходить районна газета, яка нині носить назву «Носівські вісті»[26].
- У 1961 році відкритий районний будинок культури (нині — Носівський міський будинок культури).
- Діють храми ПЦУ, УПЦ МП[27]. У 2012 в Носівці заклали капсулу під будівництво храму Великомученика Анастасія УПЦ КП.[28]
- 17 жовтня 2015 у Носівці відкрили пам'ятник воїнам-афганцям.

## Кулінарія
У місті популяризують гартаначку, страву родом з Чернігівщини, яку за традицією готують в казані на вогнищі, щоб смак був «з димком». Оскільки до неї входить багато інгредієнтів — і м'ясо, і картопля, і пшоно, і зелень — вона може бути як першою стравою, так і гарніром. У процесі приготування такого величезного казанка їжі беруть участь зазвичай кілька людей, звідки й пішла назва, адже готують «гуртом». Цю кашу також називають «козацький куліш».

## Персоналії

### Історичні особи
- Андрієнко Микола Петрович (1948—2009) — письменник.
- Буняк Іван Якович (1923, Носівка — †1998) — український бібліограф, краєзнавець. Автор книг: «Сторінки історії Носівки» (ч. 1 — 1997, ч. 2 — 2003), «Партизанська Носівщина» (2000), бібліографічного покажчика літератури «Носівка і Носівщина».
- Гавриїл (Кременецький), митрополит Київський та Галицький Синодальної РПЦ
- Довгаль Спиридон Микитович (1896, Носівський район) — підполковник Армії УНР
- Захвалинський Сергій Іванович, «Орлик» (1902—1977) — хорунжий Армії УНР, учасник бою під Крутами в складі 1-ї Української військової школи імені Богдана Хмельницького.
- Микола (Ширяй) — релігійний діяч, єпископ УАПЦ, настоятель місцевої церкви до 1924 року
- Кабаєв Леонід Миколайович(1935—2012) — вчений-геолог, відкривач тюменської нафти. Його батько був директором Носівської дослідної станції, а Леонід навчався у Носівській СШ № 1.
- Кочерга Іван Антонович (1881—1952) — драматург, народився в Носівці
- Ляшенко Микола Антонович (1946—2012) — директор інформаційно-рекламного центру при Київському Національному університеті імені Тараса Шевченка, видавець «Бібліотеки українця».
- Макушенко Григорій Григорович (1924—1999) — український фахівець у галузі радіолокаційної техніки та автоматики. Учасник німецько-радянської війни. Лауреат Державної премії СРСР, кавалер орденів СРСР.
- Михед Андрій Федорович (нар 1900 — помер ?) — бандурист
- Мусін-Пушкін Володимир Олексійович (1868—1918) — російський громадський і політичний діяч, член Державної ради Російської імперії, великий землевласник Чернігівської губернії.
- Ніс Іван Яремович (? — †1715) — син носівського отамана Яреми Носа, прилуцький городовий отаман (1671—1672), прилуцький полковий обозний (1677), осавул (1685—1692), суддя (1695—1703), знову обозний (1706—1708), полковник прилуцький (1708—1714), генеральний суддя (1714—1715). Свояк прилуцького полковника Д. Горленка, був поставлений наказним полковником над козаками Прилуцького полку, що були залишені для оборони Батурина. Зрадив Івана Мазепу, що привело до Батуринської трагедії.
- Павленко Віктор Олексійович (1886—1937) — український лікар і науковець. Доктор медичних наук (з 1922), професор військово-медичної Академії у м. Петербурзі, де завідував кафедрою військово-польової хірургії.
- Пободайло Степан Данилович (приблизно 1600 — 1654) — військовий діяч, сподвижник Богдана Хмельницького.
- Руденко Роман Андрійович (1907—1981) — у 1944—1953 роках — прокурор УРСР, а з 1953 року — Генеральний прокурор СРСР.
- Сеник Микола Григорович (1936—2016) — колгоспник, механізатор колгоспу, Герой Соціалістичної Праці.
- Ткач Михайло Федорович (1904—1987) — голова колгоспу імені Кірова міста Носівки, Герой Соціалістичної Праці.
- Чирко Іван Корнійович (1922—2003) — відомий орієнталіст, перекладач з китайської мови
- Шишко Сергій Федорович (1911—1997) — художник, лауреат Шевченківської премії, народився в Носівці
- Шмулевич Менахем Мендель (1879—1911) — єврейський журналіст, один з героїв Другої Алії.

### Старости
- Адам Кисіль (1630-ті — ?)
- Станіслав-Казимир Беневський (1664 — ?, помер 1676)
- Григорій Гуляницький (? — 1679)

### Сучасники
- Бровко Микола Миколайович (*1951) — український вчений-філософ, доктор філософських наук, професор, професор кафедри івент-менеджменту та індустрії дозвілля Київського національного університету культури і мистецтв.
- Бровко Федір Михайлович (*1948) — український науковець, відмінник лісового господарства України, член-кореспондент лісівничої академії наук України, доктор сільськогосподарських наук, професор.
- Величко Людмила Петрівна (* 1945) — професор, доктор педагогічних наук, заслужений діяч науки і техніки України.
- Граневський Денис Васильович (1983—2023) — солдат військ спеціального призначення ЗСУ, учасник російсько-української війни.
- Кияниця Василь Васильович (1950, Носівка) — майстер спорту СРСР, суддя всесоюзної категорії, відмінник освіти України, депутат Носівської міської ради п'яти скликань, директор Носівської СЮТ[29]
- Красевич Антон Павлович (1999—2022) — старший солдат ЗСУ. Учасник російсько-української війни.
- Нечепа Василь Григорович (1950) — кобзар, лірник, народний співак, лауреат Державної премії імені Тараса Шевченка, народний артист України.
- Приходько Євген Олексійович (1997—2023) — старший солдат Національної гвардії України, учасник російсько-української війни.
- Никодим (Пустовгар) (1980, Носівка) — архієрей Української православної церкви (Московського патріархату).
- Падун Микола Миколайович (*1939) — український гідролог, доцент географічного факультету Київського національного університету імені Тараса Шевченка.
- Скрипець Микола Якович (1949, Носівка) — поет, член Спілки письменників України, директор СШ № 235 в м. Києві.
- Соловей Валерій Юрійович (*1950) — український легкоатлет, чемпіон України з бігу на довгі дистанції, переможець Токійського марафону, майстер спорту міжнародного класу з легкої атлетики.
- Вікторія Спартц (1978, Носівка) — сенатор штату Індіана від міста Ноблесвілл, округ Гамільтон, член Палати представників США від штату Індіана. Перша в історії українка — член Конгресу США.
- Труш Володимир Євдокимович (22 січня 1941, Носівка) — сертифікований аудитор України, голова Херсонської обласної Спілки економістів України, завідувач кафедри обліку і аудиту Херсонського національного технічного університету.
- Хахуда Володимир Миколайович (1967—2024) — молодший сержант Збройних сил України, учасник російсько-української війни.
- Якушевич Руслан Олександрович (1992—2023) — старший солдат Збройних сил України, учасник російсько-української війни.
- Яницький Олександр Ігорович (1991—2022) — солдат Збройних сил України, учасник російсько-української війни.

## Галерея

Пам'ятник невідомому солдату
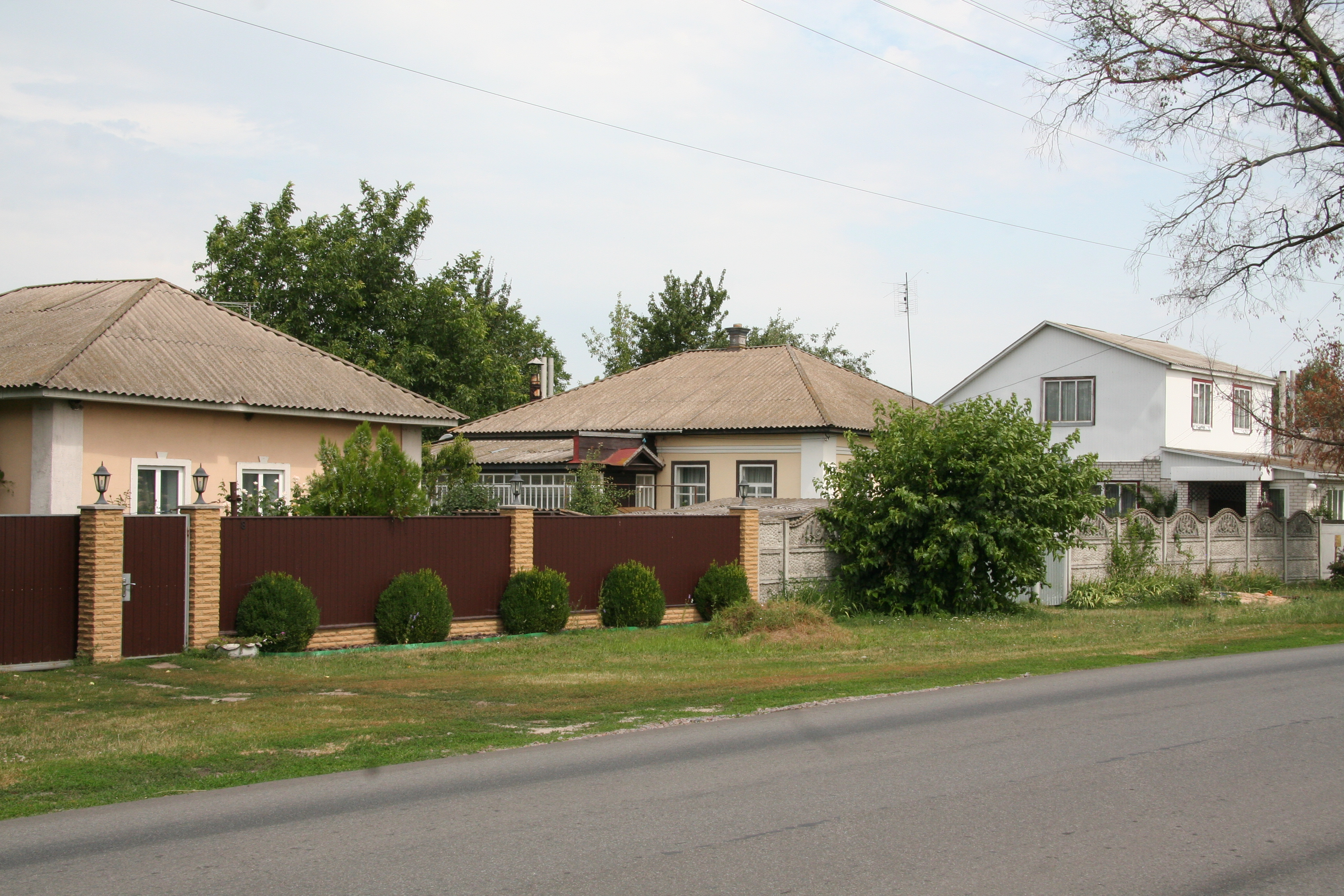
Оновлена хата на Кобизькому шляху
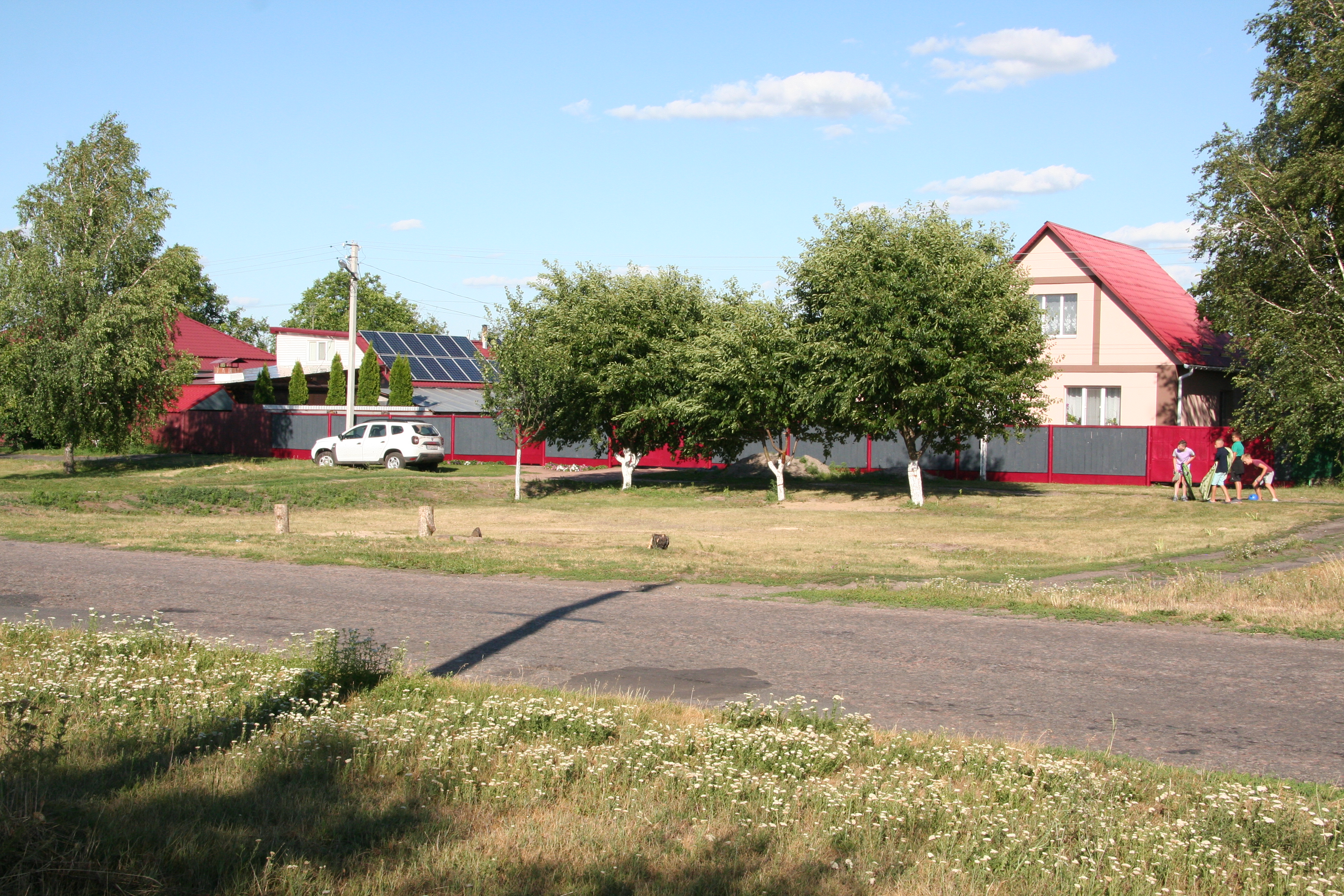
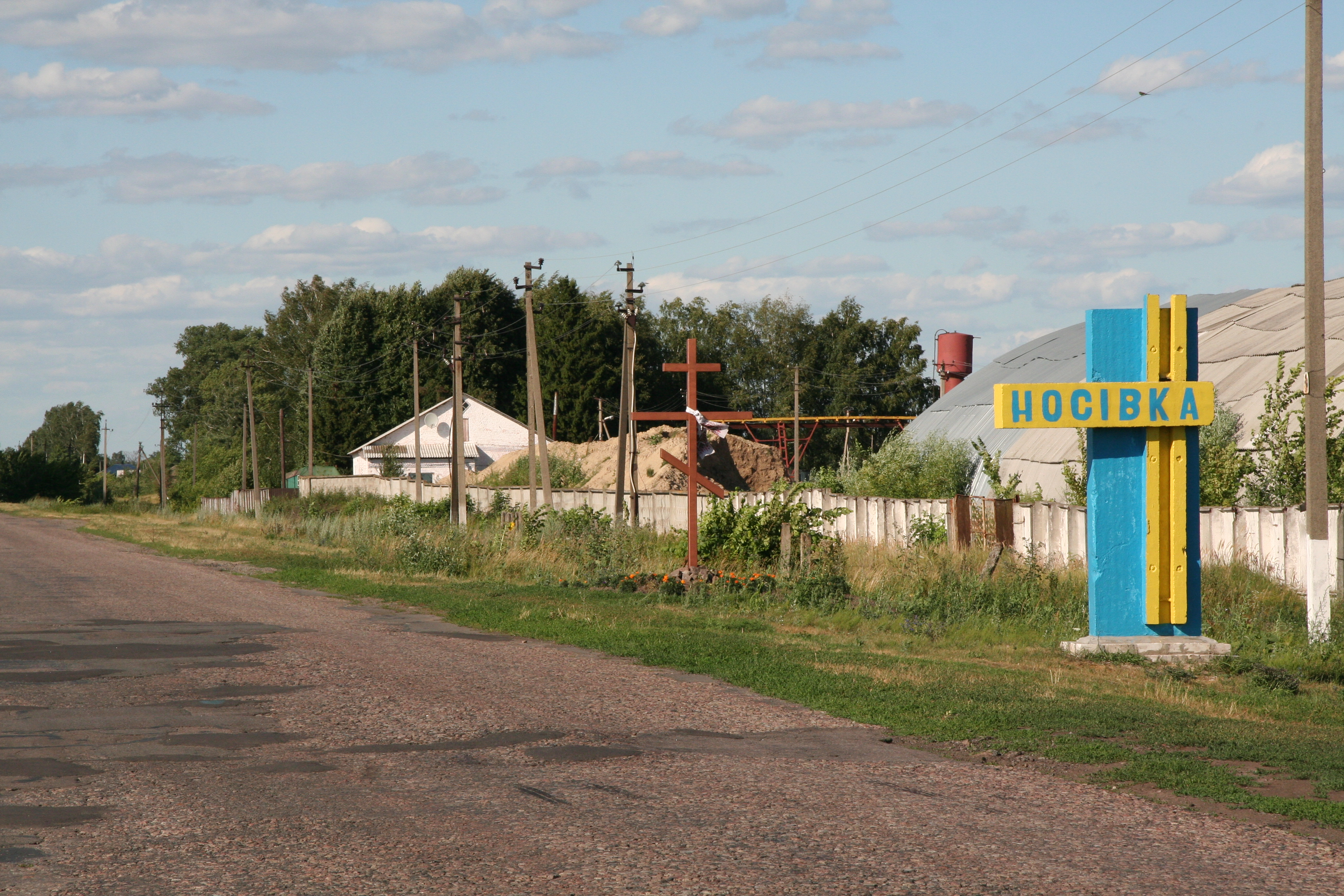
В'їзд до міста з боку Кобижчі